# Sufjan al-Dżadi
Sufjan al-Dżadi, Sofyan El-Gadi (arab. سفيان الجدى; ur. 1 stycznia 1992 w Trypolisie) – libijski pływak.

## Lata młodości
W wieku 7 lat, uciekając przed reżimem Mu’ammara al-Kaddafiego, wyemigrował z rodzicami do Kanady i spędził tam większość życia, dzięki czemu posiada kanadyjskie obywatelstwo. Później rodzina wróciła do Libii, a ojciec pływaka odegrał kluczową rolę w walce o obalenie dyktatora. On sam mieszkał wówczas w Egipcie.

## Kariera
W 2008 po raz pierwszy wystartował na igrzyskach olimpijskich, na których wystąpił na 100 m stylem dowolnym. Odpadł w eliminacjach, zajmując ostatnie, 3. miejsce w swoim wyścigu eliminacyjnym z czasem 57,89 s i plasując się w klasyfikacji generalnej na ostatnim, 64. miejscu. Był najmłodszym Libijczykiem na tych igrzyskach.
W 2009 wziął udział w igrzyskach śródziemnomorskich, na których wystartował na 50 i 100 m stylem motylkowym, 50 i 100 m stylem grzbietowym oraz 100 m stylem dowolnym. W każdej z konkurencji odpadł w eliminacjach, za każdym razem plasując się na ostatniej pozycji w swoim wyścigu eliminacyjnym. Na 50 m stylem motylkowym była to 7. lokata z czasem 28,45 s, a na dwukrotnie dłuższym dystansie 7. miejsce z czasem 1:03,05 s. Na 50 m stylem grzbietowym był 7. z czasem 31,49 s, a na dwukrotnie dłuższym dystansie uplasował się na 6. pozycji z czasem 1:08,66 s. Na 100 m stylem dowolnym al-Dżadi zajął 8. pozycję z czasem 1:00,88 s.
W 2011 wystąpił na mistrzostwach świata, na których uczestniczył w zawodach na 100 m stylem dowolnym i motylkowym. W obu konkurencjach odpadł w eliminacjach. W stylu dowolnym był 79. z czasem 56,45 s, a w stylu motylkowym uplasował się na 57. pozycji z czasem 58,38 s. W tym samym roku wziął udział w igrzyskach panarabskich, na których zajął 8. miejsce na 50 i 100 m stylem motylkowym, 12. na 100 m stylem dowolnym i 7. na 50 m stylem grzbietowym.
W 2012 po raz drugi wystartował na igrzyskach olimpijskich, na których był chorążym libijskiej kadry. Na igrzyskach wystąpił na 100 m stylem motylkowym. Odpadł w eliminacjach mimo zajęcia 1. miejsca w swoim wyścigu eliminacyjnym z czasem 56,99 s i plasując się na 41. pozycji w klasyfikacji generalnej. Był najmłodszym Libijczykiem na tych igrzyskach. W tym samym roku został brązowym medalistą mistrzostw arabskich na 100 m stylem motylkowym.
W 2013 wziął udział w igrzyskach śródziemnomorskich, na których wystartował na 50 m stylem grzbietowym i odpadł w eliminacjach, zajmując ostatnie, 6. miejsce w swoim wyścigu eliminacyjnym z czasem 28,61 s. W tym samym roku wystąpił także na mistrzostwach świata, na których uczestniczył w wyścigach na 50 i 100 m stylem motylkowym. Na obu dystansach odpadł w eliminacjach. Na 50 m był 53. z czasem 26,08 s, a na dwukrotnie dłuższym dystansie uplasował się na 50. pozycji z czasem 57,79 s.
Należy do niego 11 rekordów kraju.